# Salomè con la testa del Battista (Alonso Berruguete)
Salomè con la testa del Battista è un dipinto a olio su tavola (87,5x71 cm) di Alonso Berruguete, databile al 1512-1517 circa e conservato negli Uffizi di Firenze.

## Storia
L'opera si trova elencata nell'inventario della galleria del 1795 come "Erodiade con la recisa testa del precursore" con cornice dorata, attribuita a Federico Barocci e con l'indicazione di essere stata trasferita "dalla guardaroba al Palazzo di Residenza". Nel 1912 vi identificò una Giuditta ed Oloferne ricordata in antico in Tribuna.
Ignorato dalla critica successiva, fu riconosciuto come opera del Berruguete solo da Roberto Longhi, su suggerimento di cui venne esposta a una mostra tenutasi a Napoli nel 1952. La nuova attribuzione venne poi confermata.

## Descrizione e stile
Sullo sfondo di una parete scura, che rivela a sinistra un paesaggio nordico, Salomè seduta tiene nel vassoio la testa di Giovanni Battista recisa. Le forme sono allungate e sinuose, accentuate dai panneggi e dal velo trasparente mosso dal vento in testa alla donna. L'espressività è caricata, soprattutto nella gigantesca testa del Battista, che sembra rifarsi piuttosto all'iconografia di Golia.
In basso a destra si vede un libro, appoggiato con una prospettiva distorta, da sott'in su.